# ميكايلا باستيكوفا
ميكايلا باستيكوفا (بالتشيكية: Michaela Paštiková)‏ مواليد 27 مارس 1980 في شومبيرك، تشيكوسلوفاكيا، هي لاعبة كرة مضرب تشيكية سابقة بدأت مسيرتها كمحترفة سنة 1996 وكانت تلعب باليد اليمنى، اعتزلت اللعب في 2014. كما أنها إحدى بطلات الجراند سلام. أعلى تصنيف لها في الفردي كان 89. أعلى تصنيف لها في الزوجي كان 35.

## النهائيات

### الزوجي: 4 (1-3)
| الحصيلة | الرقم | التاريخ       | الدورة                   | الأرضية | الشريك                 | المنافس                               | النتيجة            |
| ------- | ----- | ------------- | ------------------------ | ------- | ---------------------- | ------------------------------------- | ------------------ |
| الوصافة | 1.    | 12 يوليو 1998 | براغ المفتوحة، التشيك    | ترابية  | كفيتا بيشكه            | سيلفيا فارينا إيليا كارينا هابسودوفا  | 6–2, 1–6, 1–6      |
| الفوز   | 1.    | 26 أبريل 1999 | كرواتيا                  | ترابية  | يلينا كوستانيتش توسيتش | ميغان شونيسي أندريا إيريت فانس        | 7–5, 6–7(1–7), 6–2 |
| الوصافة | 2.    | 10 يناير 2005 | كانبرا الدولية، أستراليا | صلبة    | غابرييلا شملينوفا      | تاتيانا جاربين تينا كريزان            | 5–7, 6–1, 4–6      |
| الوصافة | 3.    | 11 يوليو 2005 | مودينا، إيطاليا          | ترابية  | غابرييلا شملينوفا      | يوليا بيجلزيمر ميرفانا يوجيتش سالكيتش | 2–6, 0–6           |

## روابط خارجية
- ميكايلا باستيكوفا على موقع رابطة محترفات التنس (الإنجليزية)
- ميكايلا باستيكوفا على موقع الاتحاد الدولي لكرة المضرب (الإنجليزية)
- ميكايلا باستيكوفا على موقع كأس بيلي جين كينغ (الإنجليزية)
- ميكايلا باستيكوفا على موقع خلاصة التنس.كوم (الإنجليزية)